# Ottis Toole
Ottis Elwood Toole (5. marts 1947 - 15. september 1996) var en amerikansk seriemorder, brandstifter og kannibal. Toole arbejdede sammen med seriemorderen Henry Lee Lucas, og de indrømmede hundredvis af uopklarede mord på tværs af USA igennem flere årtier, og de afslørede flere detaljer om mordene, som kun gerningsmændene ville vide.